# 織部ゆかり
織部 ゆかり（おりべ ゆかり、2月5日 - ）は、日本の女性声優。マウスプロモーション所属。愛知県出身。

## 人物
2013年3月までヴィムスに所属していた。同年11月よりベルプロダクション所属。2019年6月1日よりマウスプロモーション所属となる。
方言は名古屋弁。
趣味・特技は野球観戦・応援、バッティングセンター・寺社・史跡巡り。

## 出演

### テレビアニメ
- 侵略!?イカ娘（2011年、渡辺綾乃[2]）
- NARUTO -ナルト- 疾風伝（2011年 - 2013年、スイレン[3]、モトイ〈幼少〉[4]、パクラ[5]、加瑠羅[6]、スクイ[7] 他）
- 織田シナモン信長（2020年、ジュリアンの飼い主[8]）
- 謎解きはディナーのあとで（2025年、森野千鶴[9]）
- クラシック★スターズ（2025年、VIP[10]）

### 劇場アニメ
- 花の詩女 ゴティックメード（2012年、女官）
- ROAD TO NINJA -NARUTO THE MOVIE-（2012年、木ノ葉の人々）
- 機動戦士ガンダム:銀灰の幻影（2024年、メイベル・レナ[11]）

### Webアニメ
- マウスどうぶつえん（バファローのゆかり）

### ゲーム
- Dragon's Dogma（2012年、オーフィス）
- 真・女神転生IMAGINE（クロエ）
- ウィザードリィ 囚われし魂の迷宮（マリア）
- ファイナルファンタジーVII リメイク（2020年）
- The Last of Us Part II（2020年）
- クイズRPG 魔法使いと黒猫のウィズ（2021年、ヘレナ・アイゼンバーグ）
- ストリートファイター6（2023年、市民）

### ドラマCD
- 侵略!?イカ娘 ドラマCD3じゃなイカ？（渡辺綾乃）

### 吹き替え

#### 映画
- アイリッシュマン
- 怪しい彼女
- 陰謀のセオリーUSA（ホリー）
- おじいちゃんはデブゴン
- おとぎ話を忘れたくて
- 男たちの挽歌
- お!バカんす家族
- コール・オブ・ヒーローズ武勇伝
- コンビニ・ウォーズ バイトJK VS ミニナチ軍団
- サイレント・ナイト（サンドラ〈アナベル・ウォーリス〉[12]）
- ザ・ホスト 美しき侵略者（シーカー・サマーズ〈デヴィッド・ハウス〉）
- サンディ・ウェクスラー
- シエラ・バージェスはルーザー（シエラ・バージェス〈シャノン・パーサー〉）
- ジュマンジ/ウェルカム・トゥ・ジャングル（ベサニーの友達[13]）
- ジョナサン -ふたつの顔の男-（エレナ〈スキ・ウォーターハウス〉）
- スーサイド・スクワッド（FBI女）
- ダークナイト ライジング
- ターミネーター:ニュー・フェイト（廃墟女）
- 007 カジノロワイヤル（ミス・太もも〈ジャッキー・ビセット〉）
- トランスフォーマー/最後の騎士王（セレブ女性、バンブルビー）
- ネクスト・アベンジャーズ: 未来のヒーローたち
- パトリオット・デイ
- ピッチ・パーフェクト（ステイシー・コンラッド〈アレクシス・ナップ〉）
- ピッチ・パーフェクト2（ステイシー・コンラッド〈アレクシス・ナップ〉）
- フライト（カテリーナ・“トリーナ”・マルケス〈ナディーン・ベラスケス〉）
- フロントランナー（リー・ハート〈ヴェラ・ファーミガ〉）
- マーベル・シネマティック・ユニバース
  - アベンジャーズ
  - シビル・ウォー/キャプテン・アメリカ
  - ブラックパンサー（アヨ〈フローレンス・カサンバ〉[14]）
  - アベンジャーズ/インフィニティ・ウォー（アヨ〈フローレンス・カサンバ〉[15]）
  - ブラックパンサー/ワカンダ・フォーエバー（アヨ〈フローレンス・カサンバ〉[16]）
- 魔術師マーリンの冒険【完全版】（グィネヴィア）
- マローダーズ 襲撃者（マーサ〈キャロリン・アライス〉）
- MEG ザ・モンスターズ2（カーティス〈ウーピー・ヴァン・ラーム〉[17]）
- メッセージ
- 野獣処刑人 ザ・ブロンソン（アナ〈エヴァ・ハミルトン〉[18]）
- ライオン・キング:ムファサ（アマラ〈フォラケ・オロワフォイェク〉[19]）
- リトル・ゴースト オバケの時計とフクロウ城の秘密（アリー〈エミリー・クーシェ〉）

#### ドラマ
- アウトランダー
- ウェット・ホット・アメリカン・サマー: キャンプ1日目（スージー〈エイミー・ポーラー〉）
- ウェット・ホット・アメリカン・サマー: あれから10年（スージー〈エイミー・ポーラー〉）
- 英国クライムサスペンス「埋もれる殺意」〜26年の沈黙〜（ゾーイ）
- エレメンタリー ホームズ&ワトソン in NY
- Empire 成功の代償
- GIRLS/ガールズ（オードリー）
- ギルモア・ガールズ
- グッド・ファイト（アイシャ・マンシーニ）
- グッド・ワイフ
- クリミナル・マインド FBI行動分析課
- グレイズ・アナトミー 恋の解剖学 （モーガン）
- グレイス&フランキー
- The OA（レナータ〈パス・ベガ〉）
- シカゴ P.D.（バネッサ・ロハス〈リセス・チャベス〉）
- The Sinner -記憶を埋める女-
- SCORPION/スコーピオン
- TOUCH/タッチ
- チャン・オクチョン（ホンジュ〈ミン・ジア〉）
- デビアスなメイドたち（アイダ・ヘイズ〈マリア・ハウエル〉）
- FARGO/ファーゴ（ジェマ）
- PAN AM/パンナム
- ビッグバン★セオリー/ギークなボクらの恋愛法則（プリヤ・クースラポリ〈アーティ・マン〉）
- ファルコン&ウィンター・ソルジャー（アヨ）
- プライベート・プラクティス 迷えるオトナたち（ナンシー）
- ブラザーズ&シスターズ（ローリ・リン）
- プリティ・リトル・ライアーズ
- ブルックリン・ナイン-ナイン（ローザ・ディアス〈ステファニー・ベアトリス〉）
- 海雲台の恋人たち（ファン・ジュヒ〈カン・ミンギョン〉）
- ボディ・オブ・プルーフ 死体の証言
- ボルジア家 愛と欲望の教皇一族（ヴィットリア）
- ホームランド
- ホワイトカラー
- THE MENTALIST メンタリストの捜査ファイル
- LOVE
- RETURNED/リターンド（ロール）
- 私の恋愛のすべて（チョン・ユニ〈ミン・ジア〉）

#### アニメ
- 悪魔城ドラキュラ -キャッスルヴァニア-（モラーナ、ミランダ）
- おさるのジョージ（レベッカ）
- トランスフォーマー/ONE[20]

### 音楽CD
| 発売日         | タイトル                          | 名義   | 楽曲                   | タイアップ                   |
| -------------- | --------------------------------- | ------ | ---------------------- | ---------------------------- |
| 2012年 3月14日 | 侵略!?イカ娘 ドラマCD3じゃなイカ? | 侵略部 | 「恋の侵略マッピング」 | テレビアニメ『侵略!?イカ娘』 |

### ナレーション
- 街ログ
- 短いフレーズでかんたんマスター中国語

### 舞台
- 誰ガタメノ剣（浅葱）
- 七慟伽藍（八尾比丘尼）
- ZenOfSnake　蛇の道は、蛇（京極竜子）
- エンジェル・ガーディアン（エイコ）